# Orji Okwonkwo
Orji Okwonkwo (Cidade do Benim, 19 de janeiro de 1998) é um futebolista nigeriano que atua como atacante. Atualmente joga pelo Cittadella, emprestado pelo Bologna.